# پوند لمباردی-ونیز

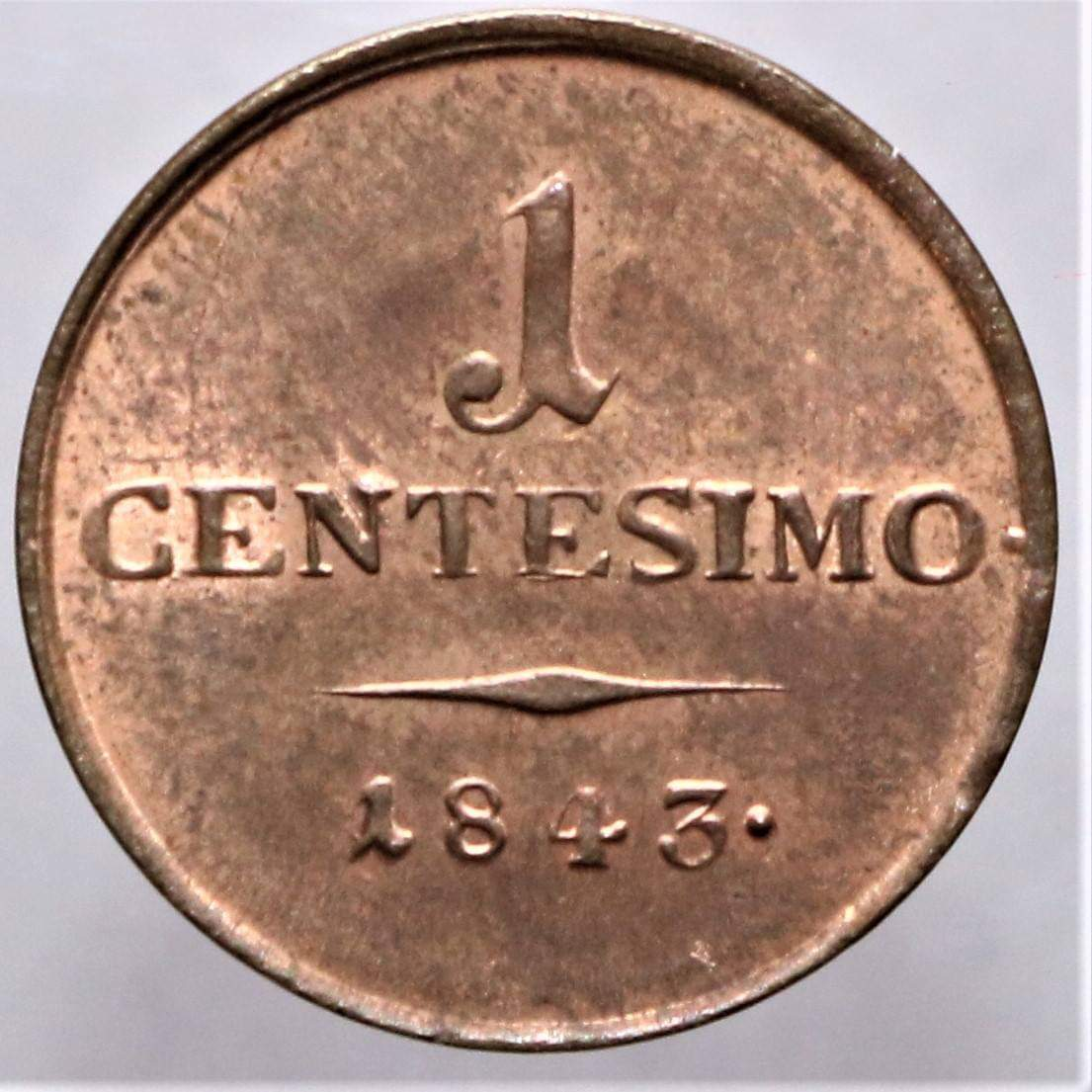
سکه 1 سنتی متعلق به سال 1845

پوند لمباردی-ونیز (به انگلیسی: Lombardy-Venetia pound) (به زبان بومی: lira austriaca) یکای پول رایج در کشور پادشاهی لومباردی-ونتیا است. مسئولیت کنترل این واحد پولی برعهدهٔ بانک مرکزی پادشاهی لومباردی-ونتیا قرار دارد.